# Blitz (grup musical)
Blitz va ser un grup anglès de punk rock format el 1980 que va gravar diversos senzills, EP i àlbums.

## Història
La formació original de Blitz estava formada per Carl Fisher (veu), Charlie Howe (bateria), Nidge Miller (guitarra) i Neil «Mackie» McLennan (baix). El grup va reeixir a les llistes de música independent del Regne Unit a principis dels anys 1980. El periodista, Garry Bushell va incloure dos dels seus temes a la compilació Carry On Oi de 1981: «Nation On Fire» i «Youth», i els va ajudar a aconseguir un acord amb el segell discogràfic No Future Records.
Després de signar amb No Future el 1981, el seu primer llançament va ser l'EP de 7 polzades All Out Attack. El seu àlbum de debut, Voice of a Generation, va rebre una crítica de cinc estrelles de Bushell a la revista Sounds.
El 1983 van produir Second Empire Justice amb el segell No Future amb Tim Harris (guitarra, teclats). La seva tendència cap al post-punk i l'estil new wave va decebre el seus seguidors oi! i l'àlbum no va tenir l'èxit comercial esperat, fet que va comportar que No Future s'arruinés atès que Blitz era la seva principal font d'ingressos.
Segons Miller, la banda es va separar perquè els membres originals no tenien cap interès en «anar de gira i mai no s'havien interessat realment en la música». El 2011 Mackie McLennan va passar a la guitarra i va formar el grup Epic Problem, amb seu a New Mills.
Va ser només Miller qui va produir l'àlbum de 1989 The Killing Dream tocant tots els instruments amb Gary Basnett com a cantant. El baixista Paul Lilley va ser reclutat per a concerts i era membre de ple dret de la banda en el moment del seu últim treball, New Breed E.P., el 1992, tot i que la portada del senzill duia el missatge «Per als que diuen que Blitz és ara una banda d'un sol home... Sempre ho va ser!».
El 10 de febrer de 2007 Miller va morir atropellat quan «vagava per l'autopista» després d'un concert a Austin. Amb només dues dates per a la gira d'un mes, Miller tenia 48 anys quan va morir. Les sis últimes cançons de Blitz es van reeditar com a mini-àlbum sota el títol de The Final Blitz el 2016, a més d'un àlbum en directe gravat al CBGB i publicat el 2019.

## Discografia

### Àlbums d'estudi
- Voice of a Generation (1982)
- Second Empire Justice (1983)
- The Killing Dream (1989)

### Senzills i EP
- "All Out Attack E.P." (1981), No. 3
- "Warriors" (1982), No. 2
- "Never Surrender" / "Razors in the Night" (1982), No. 2
- "Propaganda" / "Moscow" (1982)
- "Solar" (1983)
- "Telecommunications" (1983), No. 3
- "New Age" (1983), No. 4
- "New Breed EP" (1992)
- "The Final Blitz - Farewell To A Legend" (2016)

### Àlbums recopilatoris
- Blitzed An All Out Attack (1988)
- Best of Blitz (1993)
- The Complete Blitz Singles Collection (1994)
- Blitz Hits (1994)
- All Out Attack (1999)
- Warriors (1999)
- Voice Of A Generation - The No Future Years (2000)
- Punk Singles And Rarities 1980-83 (2001)
- Never Surrender (The Best Of Blitz) (2005)
- All Out Blitz: The Very Best Of (2005)
- Hits (2006)
- Time Bomb Early Singles And Demos Collection (2013)